# Jackhammer轉輪式自動霰彈槍
Pancor Jackhammer（英語：Jackhammer，意為：電鑽）是一款由Pancor公司所設計的犢牛式全自動霰彈槍（戰鬥霰彈槍），發射12鉛徑霰彈，為目前少數的全自動霰彈槍之一。

## 歷史
該槍械是由新墨西哥州Pancor公司的槍械設計師約翰·A·安德森所設計。據報導指，一些外國政府曾表示對其設計感興趣，甚至已落下訂單要求作初步生產並將準備一次性交貨。然而，由於美国國防部介入了該槍的設計、生產和測試，最終令其採用現有的12鉛徑霰彈作為彈藥。根據美國國防部的決定，制定其專用的彈藥將會大幅增加成本，而且不一定需要只由一間美國軍事裝備製造商以實現其生產。事實上，Pancor公司並不是屬於國防建設的公司，雖然它已經在1987年獲得专利，它仍可能會委託其他軍事裝備製造商來協助量產，但也有可能會被拒絕，結果從來沒有進入量產。故現時只存在極少數Jackhammer的工程原型槍。一些消息來源指出，只有兩把全自動的工程原型槍存在過。本身行政不明朗的Pancor公司在煎熬的設計之下終於破產，因為他們無法填補國外的訂單，也沒有得到國務院同意和其出口許可，而這更有可能是被國防部所操縱而導致的結果。1990年代後期，Pancor公司把所有資產變賣，包括一些Jackhammer的設計圖。這些資產被Mark III公司所購得，而Mark III公司亦企圖出售Jackhammer的專利、原型槍和生產權，合共35萬美元。

## 設計
除了槍管以外，Jackhammer的其他部件主要是由聚对苯二甲酸乙二酯（英語：Polyethylene terephthalate，簡稱：PET）製成的塑料所製造，這有助減輕其重量。它是一款采用了犢牛式（英語：Bullpup）設計的全自動戰鬥散彈槍。該槍全長787毫米，槍管則長525毫米。
Jackhammer以10發可旋轉式輪狀弹巢供彈，該彈巢以其中心点旋轉，發射常見的12鉛徑霰彈。Jackhammer在空槍時重4.57公斤（10.08磅），其最高射速為240發／分鐘（相當於4發／秒）。鼓狀彈巢的供彈（轉動）方式跟韋伯利福斯威理半自動轉輪手槍非常相似。快慢機則位於扳機護環前緣兩側，顯得相當簡潔俐落。
自由浮動式設計的槍管利用每一發散彈發射時所產生的部分的高壓火藥燃氣壓力向前驅動的。（類似的設計還有斯泰爾-曼利夏M1894手槍）它是利用槍托上方的擊針弹簧和可轉動的鼓狀彈巢的操作桿進行復進，解開了槍管和輪狀彈巢之間的閉鎖以及令輪狀彈巢以其中心點順時針方向旋轉以準備下一發散彈。在復進過後，槍管和輪狀彈巢之間重新閉鎖，並擊發下一發散彈，同時不會減少其瓦斯壓力。（類似的設計還有納甘M1895轉輪手槍）發射後彈殼不會被拋出槍外，而是留在輪狀彈巢內。必要時，Jackhammer的前護木可以進行泵动式操作。槍托下方還可以容納清槍工具。
另外，槍口前端切開的斜面也有著消除槍口焰及減少槍口上揚的作用。槍口和槍托都設有槍背帶扣。手槍握把和提把的設計是為了方便用戶攜帶及瞄準。

### 供彈具用作一顆人員殺傷地雷
Jackhammer還有一個特別功能：由於它的輪狀彈巢本身能夠和槍械分離，只要再裝上附加的雷管，就可以將它充當一顆人員殺傷地雷（用途與M18A1相似）。它可以像普通的反人員破片地雷般，於啟動時瞬間爆射內部裝填的所有霰彈藥筒以傷害敵方。生產商在廣告上戲稱其為“捕熊器”（英語：Beartrap）。

## 合法性
由於Jackhammer是犢牛式全自動戰鬥霰彈槍，根據美國在1934年頒佈的全國槍械法（簡稱：NFA），它被列為机枪。故它被美国菸酒槍炮及爆裂物管理局（英語：Bureau of Alcohol, Tobacco, Firearms and Explosives，簡稱：ATF）宣布為一種「毀滅性武器」，平民完全不能購買或合法擁有Jackhammer。

## 流行文化
雖然目前Jackhammer只有2把原型槍存在，然而其獨特的外觀和未來化的設計，已經令它同時於許多的电子游戏裡登場，亦且受到玩家所歡迎，例如：

### 电影
- 1990年—

### 電子遊戲
- 1998年—：採用原名「Pancor Jackhammer」，是遊戲中攻擊力最高的霰彈槍。
- 2000年—《三角洲特种部队：大地勇士》：命名為「Pancor. Auto」。
- 2000年—：命名為「Mk3A1 Jackhammer」。
- 2001年—《江湖本色》
- 2003年—：命名為「Mk3A1 Jackhammer」。
- 2004年—：命名為「Jackhammer霰彈槍」。
- 2005年—：遊戲中唯一的全自動霰彈槍。命名為「MK3A1」，以7發弹巢供彈。
- 2007年—：最早於韓國版2015年4月9日推出。命名為「PJ MK3A1」，使用啞黑色槍身，發射12鉛徑霰彈，以10發彈巢供彈。港台地區和中國大陸地區於2015年4月9日推出，前者命名為「Mk3a1戰鬥散彈槍」，後者命名為「汽锤MK3A1」。
- 2007年—《穿越火线》：命名为“气锤”
- 2011年—：资料片「重返卡肯」（Back to Karkand）新增武器之一。命名為「MK3A1」，發射12鉛徑3英吋麥格農鹿彈，載彈量8+1發（聯機模式時可使用改裝：擴充彈匣增至12+1發），初始攜彈量為21發（聯機模式時可使用改裝：彈藥裝具增至37發、擴充彈匣增至33發、兩者並用增至58發）。聯機模式時可被所有兵種於完成任務「傷痕累累的老將」（使用PP-19殺敵10人、在DPV步兵戰鬥車上殺敵5人、在BTR-90步兵戰車上殺敵10人並且在半島電視台以及阿曼灣地圖玩上2小時）以後解鎖，被歸類為霰彈槍，並可以使用MK3A1空軍塗裝、MK3A1林地樹木塗裝、反射式瞄準鏡、12G鋼矛彈、擴充彈匣、光電瞄準鏡、戰術燈、12G破片彈、ACOG（放大4倍）、雷射瞄準器、重彈頭、紅外線夜視鏡（紅外線放大1倍）、步槍瞄準鏡（放大6倍）、M145（放大3.4倍）、消光器、內紅點瞄準鏡、PKA-S、PSO-1（放大4倍）、PKS-07（放大7倍）、PK-A（放大3.4倍）等配備。
- 2012年—《战争前线》：命名為「Piledriver」，以12發彈鼓供彈，為醫療兵專用武器，K點武器，没有任何可改裝配件，视为自帶制退器。
- 2012年—：命名為「M12」，被修改為8發彈匣供彈，頂部提把被戰術導軌所取代，護木底部亦裝上戰術導軌，簡化版制退器以及重新設計的槍托，可裝上垂直前握把，可以全自動、半自動、兩發點放和三發點放。
- 2013年—：最早於韓國版2015年3月26日時推出。在遊戲中使用啞黑色槍身、發射12鉛徑霰彈和以10發容量彈巢供彈，命名為「PJ MK3A1」。
- 2014年—：命名為“M3A1”，以10發彈巢供彈，攜彈量為60發。

## 資料來源
1. ↑  Jonathan Glazer. . Movie Gun Services.   [2009-09-22]. （原始内容存档于2018-10-11）.
2. ↑  Hogg, Ian. . Jane's Information Group. 1989: 266. ISBN 0710608896.

## 外部連結
- （英文）—Modern Firearms—Jackhammer （页面存档备份，存于）
- （英文）—Movie Gun Services—Pancor Jackhammer （页面存档备份，存于）
- （英文）—Security Arms—Pancor Jackhammer Mark 2 Shotgun （页面存档备份，存于）
- （英文）—GOROLE—Pancor Jackhammer （页面存档备份，存于）
- （英文）—Glasglow—Pancor Jackhammer
- （英文）—Military, Security and Civilian Guns and Equipment—Pancor Jackhammer （页面存档备份，存于）
- （俄文）—Энциклопедия Вооружений－Панкор Джекхаммер (Pancor Jackhammer) （页面存档备份，存于）
- （俄文）—описание Pancor Jackhammer на сайте weapons.ucoz.net （页面存档备份，存于）
- （俄文）—описание Pancor Jackhammer на сайте liveguns.ru
- （俄文）—описание Pancor Jackhammer на сайте arms.net.ru
- （简体中文）—槍炮世界—Jackhammer自动霰弹枪 （页面存档备份，存于）
- （繁體中文）—Civilian Gunner.com—Pancor Jackhammer （页面存档备份，存于）